# Шредер, Рихард Иванович
Ри́хард Ива́нович Шре́дер (24 января 1822 — 25 апреля (8 мая) 1903, Москва) — российский селекционер, публицист и садовод, автор многочисленных книг на эту тему; «патриарх русского садоводства».

## Биография
Рихард Иванович Шредер родился в 1822 году в Дании. Там же получил специальное образование в учебном заведении при ботаническом саде в Копенгагене, после чего состоял в течение нескольких лет преподавателем и садовником при Ютландском обществе садоводства.
В конце 1840-х годов переехал в Россию и поселился в Санкт-Петербурге, где в 1850 году был назначен главным садовником при Санкт-Петербургском лесном и межевом институте. Здесь Рихард Иванович занимался устройством дендрологического сада и начал свои работы по акклиматизации и натурализации различных деревьев и кустарников; работы эти создали ему известность среди садоводов.
Когда в конце шестидесятых годов в Петербурге открылось Российское общество садоводства, Рихард Иванович принял участие в делах этого Общества и поместил уже в первых номерах издаваемого Обществом журнала «Вестник садоводства» целый ряд весьма ценных статей по культуре различных декоративных растений.
В 1862 году Р. И. Шредер перешёл в Москву на должность главного садовника при Петровской лесной и земледельческой академии, где прослужил более сорока лет, до самой смерти, оставив там после себя значительные коллекции разнообразных растений и организованный им дендрологический сад. В 1867 году у него родился сын, в будущем учёный-агроном, Рихард Шредер.
В 1900 году исполнился пятидесятилетний юбилей деятельности Рихарда Ивановича в России, на котором его приветствовали представители садовых обществ России, Западной Европы и Северной Америки, причём он был избран тогда же почётным членом целого ряда специальных обществ.
Пользуясь популярностью в садовом мире, Рихард Иванович считался патриархом русского садоводства, на пользу которого он работал всю свою жизнь.
Умер в 1903 году. Похоронен на Введенском кладбище (3 уч.).
В 2012 году на территории РГАУ-МСХА имени К. А. Тимирязева на Лиственничной аллее (напротив дома 2(Б) был открыт памятник Р. И. Шредеру.

## Научная деятельность
Широкой известностью Рихард Иванович обязан прежде всего своим работам в области натурализации и акклиматизации различных плодовых и декоративных деревьев. Р. И. Шредер собирал и выписывал отовсюду семена различных пород деревьев и кустарников, выращивал их и вёл затем свои наблюдения за ними, имея целью выяснить главнейшие достоинства и недостатки их и отвести им затем должное место в своем арборетуме. Эти наблюдения, произведённые Рихардом Ивановичем над многими десятками тысяч экземпляров, дали в результате весьма ценный указатель пород, выносящих климат северной и средней части России.
Помимо вопросов натурализации и акклиматизации растений, Р. И. Шредер интересовался ещё вопросами гибридизации и занимался выведением новых более устойчивых гибридных форм, особенно много работая в этом направлении над плодовыми деревьями.
Не менее интересными являются также работы Рихарда Ивановича по выяснению влияния подвоя на привой, равно как и работы по испытанию подвоев в условиях сурового климата Московской губернии.
Кроме того, Рихард Иванович был знаком с огородничеством и много работал в этой области, сумел довести огородные культуры в Петровской академии до совершенства.
Будучи вообще прекрасным практиком и обладая сильной эрудицией, Рихард Иванович вместе с тем был и глубоким объективным исследователем, умевшим теоретически обосновать практические приёмы, применяемые в садоводстве; свои положения он всегда подкреплял данными из практики, относясь критически к своим выводам.

## Память
В Москве на территории Московской сельскохозяйственной академии имени К. А. Тимирязева (Лиственничная аллея, дом № 2), установлен бюст.